# Sentous
Sentous ist eine französische Gemeinde mit 77 Einwohnern (Stand 1. Januar 2022) im Département Hautes-Pyrénées in der Region Okzitanien. Sie gehört zum Arrondissement Bagnères-de-Bigorre und zum Kanton La Vallée de l’Arros et des Baïses. 

## Lage
Sie ist umgeben von folgenden Nachbargemeinden:
| Tournous-Darré |                                             | Puydarrieux |
| Lustar         | Kompassrose, die auf Nachbargemeinden zeigt |             |
| Bonnefont      |                                             | Libaros     |

## Bevölkerungsentwicklung
| Jahr                      | 1962 | 1968 | 1975 | 1982 | 1990 | 1999 | 2008 | 2016 |
| ------------------------- | ---- | ---- | ---- | ---- | ---- | ---- | ---- | ---- |
| Einwohner                 | 133  | 135  | 132  | 113  | 120  | 105  | 83   | 68   |
| Quelle: Cassini und INSEE |      |      |      |      |      |      |      |      |